# Палаты Ушакова
Палаты Ушакова — здание в Москве по адресу Ипатьевский переулок, дом 12, строения 1 и 2. Объект культурного наследия федерального значения.

## История
Палаты были построены около 1650—1670 годов во владении, хозяином которого с середины XVII века был купец Иван Чулков. В 1673 году здание передали иконописцу Симону Фёдоровичу Ушакову для устройства в нём иконописной мастерской.
Каменный дом выстроен в два этажа на подклете, расположен по красной линии улицы. Рядом торцом к улице был построен одноэтажный флигель, здания соединялись мощными арочными воротами. Наружный фасад, выходящий в переулок, гораздо скромнее внутренних. Декор фасадов выполнен из тёсаного кирпича в стиле московского барокко, и занимает значительную часть поверхности стен. Окна оформлены наличниками на колонках с килевидными завершениями, на углах здания выполнены лопатки. Этажи разделяются сильно профилированными тягами.
Интерьер дома сохранил исходную планировку, в центре которой располагаются широкие сени, разделяющие помещения. В подклете и части комнат второго этажа сохранились оригинальные своды.